# Matej Andreis
Matej Andreis ili Andrašević (Trogir, oko 1480. — prva pol. 16. st.) bio je hrvatski humanist i pjesnik.

## Životopis
Humanističke znanosti završio je u Trogiru i Padovi. Godine 1502. u Veneciji je postigao naslov »poeta laureatus«.
Autor je latinske prigodnice „Epitalamij u čast svadbe Vladislava, kralja Panonije i Češke, i Anne de Candalle, prejasne kraljice”.

### Članci
- Kolumbić, Nikica. 1983. Andreis, Matej. Hrvatski biografski leksikon. Zagreb.  journal zahtijeva |journal= (pomoć)